# Tommaso Azzocchi
Tommaso Azzocchi (Roma, 1791 – Roma, 1863) è stato un letterato, presbitero e traduttore italiano.

## Biografia
Nato in una famiglia benestante, studiò alla Sapienza, fu ordinato sacerdote nel 1814 e insegnò lettere latine e italiane dal 1815 al 1825 al Collegio Romano. Socio dell'Accademia dell'Arcadia e della Tiberina, fu cappellano segreto di Gregorio XVI e di Pio IX. Traduttore per la scuola di Cornelio Nepote e di Fedro, e autore di versi d'occasione, è noto soprattutto per il suo impegno come grammatico e lessicografo nell'ambito della Roma della Restaurazione, in cui propugnò il modello linguistico purista di Antonio Cesari.